# Listă de filme cu închisori
Aceasta este o listă de filme cu închisori:

## 0-9
- 13 Dead Men
- 20,000 Years in Sing Sing
- 3 Deewarein
- 6,000 Enemies

## A
- Against the Wall
- Alien 3
- American History X
- American Pastime (film)
- Animal Factory
- Anybody's Nightmare
- Anything for Her

## B
- Bad Boys
- Bangkok Hilton
- Beyond Re-Animator
- The Big Bird Cage
- The Big Doll House
- The Big House
- Big Stan
- Binecuvântată fii, închisoare
- Birdman of Alcatraz (film)
- Black Mama White Mama
- Blood In Blood Out
- Bloodfist III: Forced to Fight
- Borstal Boy (film)
- Boys' Reformatory
- Breaker Morant
- Breath
- Brokedown Palace
- Bronson
- Brubaker

## C
- Caesar Must Die
- Caged Fury (1989 film)
- Caged In Paradiso
- Canon City (film)
- Captives
- Carandiru (film)
- The Case Is Closed, Forget It
- Castle on the Hudson
- Cell 211
- Cell 2455, Death Row (1955 film)
- Cel mai iubit dintre pământeni (film)
- The Chain Gang
- Chained Heat
- Chicken Run
- Chopper (film)
- Ciprian Porumbescu (film)
- Civil Brand
- Clash by Night (1963 film)
- A Clockwork Orange (film)
- Come See the Paradise
- Con Games
- The Concrete Jungle (film)
- Condition Red (film)
- Convict 13
- Convicted (1950 film)
- Convicts 4
- Cool Hand Luke
- The Criminal Code
- The Criminal
- Crulic: The Path to Beyond

## D
- Dear Sarah (film)
- Death Warrant
- Deathrow Gameshow
- Destroyer (film)
- Devil's Island (1939 film)
- Dirty Hands (2008 drama film)
- Dog Pound (film)
- Doing Hard Time
- Doing Time (2002 film)
- Don't Let Them Shoot the Kite
- Dragon in Jail
- Dust Be My Destiny

## E
- Each Dawn I Die
- Ergastolo
- Ernest Goes to Jail
- Escape from Alcatraz
- Escape from Sobibor
- Escape Plan (film)
- The Escapist (2008)
- Eu când vreau să fluier, fluier (2010)
- Everynight ... Everynight
- The Experiment (2010 film)
- Das Experiment

## F
- Fast-Walking
- Felon (film)
- Female Convict Scorpion (serie de filme)
- The First Time Is the Last Time
- For You I Die
- Fortress (1992 film)
- Fortress 2: Re-Entry
- Frauengefängnis

## G
- Gallant Lady
- Gamer
- Get the Gringo
- Ghosts… of the Civil Dead
- Gideon's Trumpet
- Go for Broke! (1951 film)
- The Green Mile (Culoarul Morții, 1999)
- Greenfingers

## H
- H3 (film)
- Half Past Dead
- Half Past Dead 2
- Hell's House
- Hellgate  (1952)
- Hell to Eternity
- Here Comes Kelly
- The Hill (film)
- The Hole (1960)
- Holes (film)
- The Hot Box
- House of Numbers (1957)
- Hunger (2008)
- The Hurricane (1937)
- The Hurricane (1999)

## I
- I Am a Fugitive from a Chain Gang
- I Believe in You (film)
- I Love You Phillip Morris
- I Want to Live!
- Il camorrista
- In Hell (Captivi în iad, 2003)
- In Prison Awaiting Trial
- In the Name of the Father (film)
- An Innocent Man (film)
- Inside the Walls of Folsom Prison
- Invisible Stripes
- Island of Fire

## J
- Jailbait (2004 film)
- Jamila dan Sang Presiden
- Je li jasno, prijatelju?
- El juego de Arcibel

## K
- Kill Kill Faster Faster
- King of the Damned
- Kiss of the Spider Woman

## L
- Lion's Den
- The Last Castle (Ultimul castel)
- Last Light (film)
- The Last Mile (1959 film)
- Law Abiding Citizen
- Let's Go to Prison
- Lilies (film)
- Lista lui Schindler (film)
- Lock Up (film)
- Lockdown (film)
- Locked Up: A Mother's Rage
- The Loners
- The Longest Yard (1974 film)
- The Longest Yard (2005 film)
- Love Child (1982 film)
- Lucky Break (2001 film)

## M
- Made in Britain
- The Magic of Ordinary Days
- Les mains libres
- Maléfique
- A Man Escaped
- Manners of Dying
- Marquis (film)
- The Mask of Zorro
- Maundy Thursday (film)
- Mean Frank and Crazy Tony
- Mean Machine (film)
- Memoirs of Prison
- Men of San Quentin
- Midnight Express (film)
- Miracle in Cell No. 7
- Moon 44
- Mrs. Soffel
- Murder in the First (film)
- Mutiny in the Big House
- My Six Convicts

## N
- Naked Gun 33⅓: The Final Insult
- National Security (2012 film)
- New Alcatraz
- The New Guy
- No Escape (1994 film)

## O
- One Day in the Life of Ivan Denisovich (film)
- Only the Brave
- Out of Sight
- Outside These Walls

## P
- Papillon (film)
- Penitentiary (1938 film)
- Penitentiary II
- Perfect Exchange
- Poarta Albă (film)
- Portretul luptătorului la tinerețe
- The Pot Carriers
- Pressure Point (film)
- Porridge (film)
- Prison (1988 film)
- Prison Break (film)
- Prison of Secrets
- Prison on Fire
- Prison on Fire - Life Sentence
- Prison on Fire II
- Prison Song
- Prison-A-Go-Go!
- The Prisoner of Shark Island
- Procesado 1040
- A Prophet
- Pros & Cons
- Public Hero No. 1
- The Pursuit of Happiness (1971 film)

## R
- The Reader
- Reflections on a Crime
- Release the Prisoners to Spring
- Riki-Oh: The Story of Ricky
- Ring of Death (film)
- Riot (1969 film)
- Riot in Cell Block 11
- The Rock (film)
- Runaway Train (film)

## S
- Sadomania
- The Score (1978 film)
- La Scoumoune
- Scum (film)
- The Second Hundred Years (film)
- Seed (2007 film)
- A Sense of Freedom
- Seven Keys (film)
- Sex, Drugs, Rock & Roll (film)
- The Shawshank Redemption
- Short Eyes (film)
- Slaughterhouse Rock
- Sleepers (film)
- Somebody has to Shoot the Picture
- Spotlight Scandals
- Starred Up
- Stir (film)
- Stir Crazy (film)
- Stoic (film)
- Stranger Inside
- Strawberry Fields (1997 film)
- The Sun Sets at Dawn

## T
- Thunderbolt (1929 film)
- Toy Story 3
- The Trial of Joan of Arc
- True Believer (1989 film)
- Turn the Key Softly
- Two Thousand Women
- Two-Way Stretch

## U
- Unchained (film)
- Undisputed (film) (Fără egal)
- Undisputed II: Last Man Standing
- Undisputed III: Redemption
- The United States of Leland

## V
- Vendetta (1986 film)

## W
- The Weak and the Wicked
- Wedlock (film)
- Weeds (film)
- White Heat
- Wicked (1931 film)
- Wild Bill (2011 film)
- Wrong Turn 3: Left for Dead

## Y
- You Can't Beat the Law

## Documentare
- The Cats of Mirikitani
- Days of Waiting: The Life & Art of Estelle Ishigo
- Family Gathering
- Prison Ball
- To Be Takei
- Topaz (1945)
- Unfinished Business (1985)